# Atlantische Wasserratte
Die Atlantische Wasserratte (Nectomys squamipes) ist ein im östlichen Südamerika verbreitetes Nagetier in der Gattung der Neotropischen Wasserratten. Noch bis in die 1940er Jahre wurden alle Gattungsvertreter als Unterarten dieser Art zugerechnet. Nach der Aufteilung in mehrere Arten zählen Populationen mit einem diploiden Chromosomensatz aus 56 bis 59 Chromosomen zur Atlantischen Wasserratte. Das Typusexemplar stammt aus dem Umfeld der Hafenstadt São Sebastião im brasilianischen Bundesstaat São Paulo. Der Artzusatz squamipes im wissenschaftlichen Namen bezieht sich auf harte Schuppen auf der Fußunterseite.

## Merkmale
Mit einer Kopf-Rumpf-Länge von 162 bis 254 mm, einer Schwanzlänge von 165 bis 250 mm und einem Gewicht von 160 bis 240 g ist die Art der größte wasserlebende Vertreter der Gattungsgruppe Oryzomyini. Sie hat 44 bis 55 mm lange Hinterfüße. Als Anpassung an das Leben im Wasser hat dieses Nagetier Schwimmhäute zwischen den Fingern und Zehen, doch sind die Häute zwischen dem großen und zweiten Zeh sowie zwischen dem vierten und fünften Zeh undeutlich ausgebildet. Die genannten Schuppen fehlen bei den Sumpfratten (Holochilus) an Teilen der Ferse. Zusätzlich haben Sumpfratten meist kleinere und mehr behaarte Ohren. Das Fell der Oberseite besteht aus einer wolligen Unterschicht und langen Deckhaaren. Es hat eine glänzende gelbbraune bis rehkitzbraune Grundfarbe, in die dunkelbraune Haare eingestreut sind. Unterseits sind die Haare an der Wurzel grau und an den Spitzen hellgrau bis weiß mit braunen Tönungen. Auf dem braunen Schwanz sind nur wenige Haare vorhanden und die Haare der Ohren sind unscheinbar. Die Schwanzhaare bilden oberseits und unterseits einen schlichten Kamm. Die Zahnformel mit 16 Zähnen im Gebiss lautet I 1/1, C 0/0, P 0/0, M 3/3. Von den paarig angeordneten Zitzen der Weibchen liegen vier auf der Brust und vier im Leistenbereich.

## Verbreitung
Die Atlantische Wasserratte lebt im Osten Brasiliens zwischen den Bundesstaaten Pernambuco und Rio Grande do Sul sowie in der Provinz Misiones im Nordosten Argentiniens und im östlichen Paraguay. Sie hält sich im Flachland und in Gebirgen bis 2200 Meter Höhe auf. Die Exemplare bewohnen tropische Regenwälder, feuchte Galeriewälder, Sümpfe und feuchte Bereiche der Savanne Cerrado sowie der Mata Atlântica.

## Lebensweise
Die Exemplare sind wie alle Neotropische Wasserratten nachtaktiv und häufige Schwimmer. Sie legen an der Uferkante ein Nest aus Gras an, das im Schutz von hohen Pflanzen, gefallenen Baumstämmen oder Wurzeln liegt. Einer der Eingänge liegt oft unter Wasser. Die Nahrung variiert zwischen grünen Pflanzenteilen, Früchten, Pflanzensamen, Pilzen, Gliedertieren, Schnecken und kleinen Wirbeltieren. Nördliche Populationen teilen ihr Revier mit der Grauen Vieraugenbeutelratte. Bis auf die Schleiereule, der kleine Individuen zum Opfer fallen, ist kein natürlicher Feind der Art bekannt. In Gefangenschaft gehaltene Exemplare wurden erfolgreich mit Hausrattenfutter, Früchten und Wasser ernährt. Nach der Trächtigkeit kommen drei bis sieben Neugeborene vor. Weibchen im nordöstlichen Argentinien waren im Oktober und November trächtig.

## Gefährdung
Regional begrenzt wirken sich Landschaftsveränderungen negativ aus. In geeigneten Habitaten kommt die Art häufig vor. Die IUCN listet sie als nicht gefährdet (least concern).

## Kuriosa
Ein Mitglied der Zoologenfamilie Cuvier beschrieb 1829 ein Nagetier anhand eines Balges als Cercomys cunicularis. Später gefundene lebende Exemplare wurden dieser Art zugerechnet. Nach einiger Zeit stellte sich heraus, dass das Typusexemplar aus dem Fell einer Atlantischen Wasserratte, dem Schädel einer Kurzstachelratte und dem Unterkiefer einer Kammstachelratte zusammengesetzt war. Die zwischenzeitlich gefundenen lebenden Tiere waren sehr wahrscheinlich Exemplare des Gemeinen Punaré (Thrichomys apereoides).